# Brasiliomyces setosus
Brasiliomyces setosus är en svampart som beskrevs av Hodges 1986. Brasiliomyces setosus ingår i släktet Brasiliomyces och familjen Erysiphaceae.   Inga underarter finns listade i Catalogue of Life.